# HD 71997
HD 71997，又名CD-26 6103，SAO 175939、HR 3353，是一颗恒星，视星等为6.7，位于銀經248.44，銀緯6.81，其B1900.0坐标为赤經8h 25m 15.1s，赤緯-26° 6.81′ 54″。